# Asteria (Band)
Asteria ist eine US-amerikanische fünfköpfige Pop-Punk-Band aus Crown Point, Indiana.

## Geschichte
Asteria gründete sich 2004 und erlangte durch ständiges Touren einen Bekanntheitsgrad innerhalb der Szene. 2005 wurde das Hawthorne-Heights-Mitglied JT Woodruff auf die Band aufmerksam und nahm sie in seinem Label Carbon Copy Media unter Vertrag. Während sie in New York an ihrem Debütalbum arbeiteten, trennten sie sich jedoch vom Vertrag aufgrund von internen Problemen des Labels. Sie unterschrieben einen Kontrakt mit Broken English Records und veröffentlichten im Februar 2007 ihr Album Slip Into Something More Comfortable. Danach tourten sie mit Bands wie Amber Pacific, Hit the Lights, All Time Low und den Kanadiern von Silverstein durch die USA.

## Musik
Asteria spielen in ihren Liedern Pop-Punk, der mit Emo- und Indieelementen kombiniert wird. Sie gehören zu einer Reihe neuer Pop-Punk-Bands, die dem Indierock-Emo nahestehen, wie zum Beispiel The Academy Is…, Paramore oder All Time Low.

## Diskografie

### Alben
- Slip Into Something More Comfortable (2007)

### Videos
- The Taste, The Touch
- A Lesson in Charades